# Hans-Georg Losert
Hans-Georg Losert (* 1939 in Halberstadt) ist ein deutscher Glaser, Glasmaler und freiberuflicher Glasrestaurator. In nunmehr vierter Generation führt die Familie Losert die Tradition der Halberstädter Glasmalerei fort. Im Jahr 2002 feierte der Familienbetrieb sein 100-jähriges Bestehen.

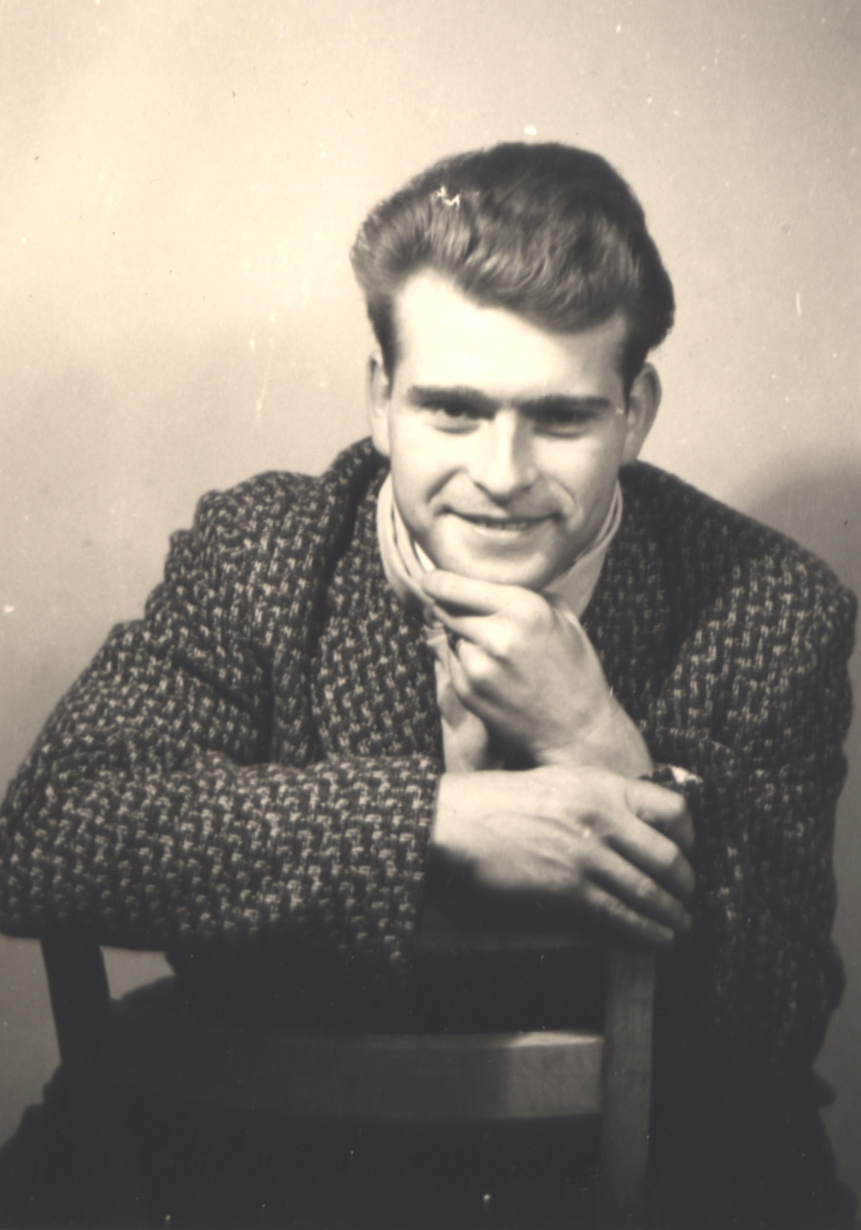
Hans-Georg Losert (geb. 1939), um 1960

## Leben und beruflicher Werdegang

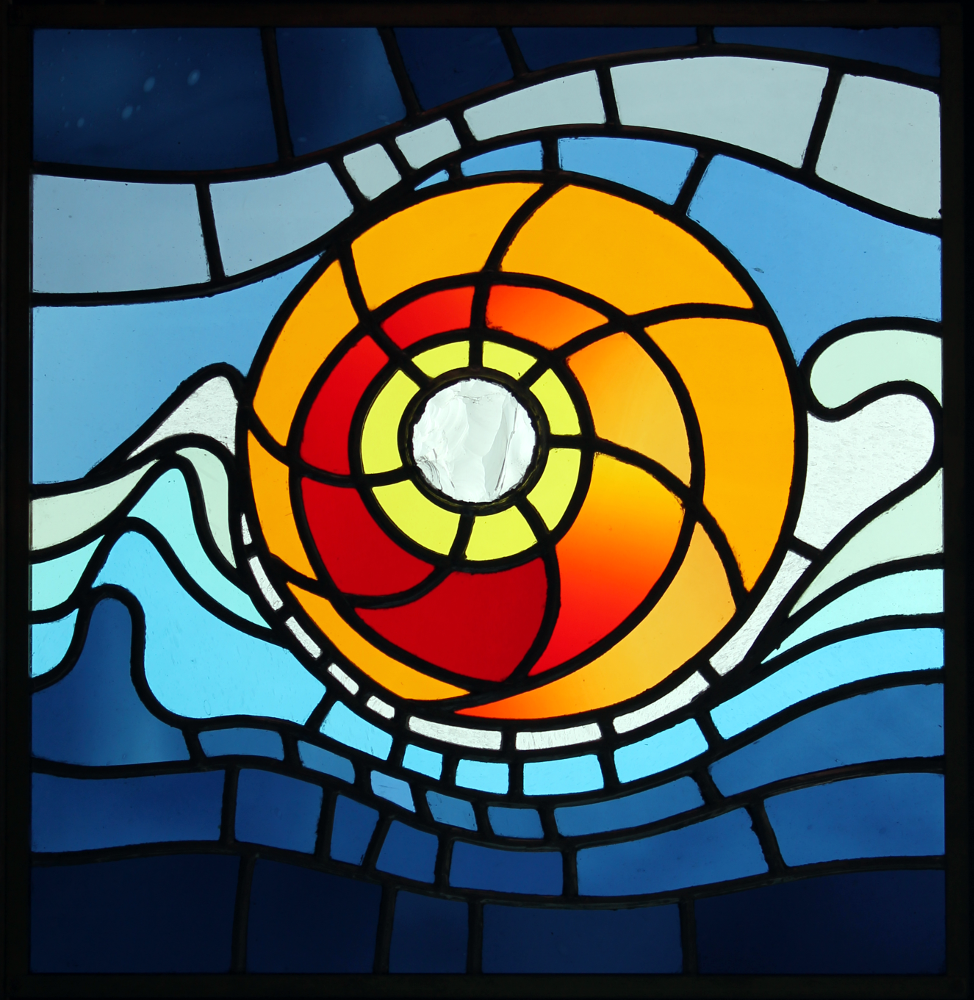
Ball auf Welle, 1976, Zweitausfertigung 2014

Im Alter von 14 Jahren begann Hans-Georg Losert seine Lehre als Glaser im großväterlichen Betrieb in seiner Geburtsstadt Halberstadt. Der Lehrzeit schlossen sich kurze Wanderjahre und ein Volontariat als Glasmaler in den Werkstätten von Mencke in Goch und bei Derix in Kevelaer am Niederrhein an. Fünf Jahre nach erfolgreicher Beendigung seiner Ausbildung folgte 1960 die Meisterprüfung an der Bezirkshandwerkskammer in Magdeburg. Aufgrund einer ausbleibenden Gewerbegenehmigung entschloss sich Losert zum Studium der Glastechnologie in Weißwasser und arbeitete mehrere Jahre als Ingenieur für Glashüttentechnik in Derenburg und Aken. Nach der Übernahme des Glaswerks Derenburg als Atelierbetrieb durch die Hochschule für Industrielle Formgestaltung Halle (Burg Giebichenstein) wurde er hier als künstlerischer Leiter und Produktionsleiter tätig. Neben seinem ersten Lehrauftrag an der genannten Hochschule begann er ein Fernstudium bei Rudolf Sitte im angewandten Werkkunstbereich (Gefäß- und Flächengestaltung). Aufgrund der Übernahme eines Betriebs für Glasmalerei in Quedlinburg durch die Kunsthochschule folgte für Losert 1972 die Berufung als Lehrer im Hochschuldienst mit der Betreuung für alle Glasbetriebe in Quedlinburg, Halle und Derenburg. Ein Jahr darauf, im Dezember 1973, bekam Hans-Georg Losert durch die Anerkennung als Kunsthandwerker die Gewerbeerlaubnis. Seither hat er sich „mit seiner Arbeit der Veredlung des Lichtes verschrieben.“
Eine restauratorische Ausbildung fehlte bis zu diesem Zeitpunkt in seinem beruflichen Werdegang. Da Restauratoren für den Bereich der Glasmalerei in der DDR nicht ausgebildet wurden, mussten Fähig- und Fertigkeiten erst im praktischen Umgang mit den Kunstwerken und durch Austausch mit Kunstwissenschaftlern dieses Spezialgebietes entstehen und wachsen. Losert konnte sich bei restauratorischen Maßnahmen zur Sicherung des Bestandes von Glas und keramischen Farben auf sein Ingenieurswissen und seine Erfahrungen in den Glashütten stützen. 1987 erfolgte die Aufnahme in den Verband Bildender Künstler der DDR. Damit war auch die freiberufliche Tätigkeit in der DDR genehmigt. Im Juli 1987 bat Losert um die Entbindung aus den Leitungsaufgaben im Glasbetrieb der Hochschule, um als freiberuflicher Restaurator zu arbeiten. Seinen Lehrauftrag an der Hochschule für Kunst und Design in Halle behielt er bis zu seiner Emeritierung im September 2001. Eine seiner bedeutendsten Aufgaben als Restaurator war die Konservierung der Bildfenster des Halberstädter Doms.

## Familien- und Firmengeschichte
Die Gründung des Familienbetriebs geht auf Hans-Georg Loserts Großvater, Georg Losert, zurück. Im Rahmen seiner Tätigkeiten als Außenmontageleiter für die Glaserei Krohne in Celle hielt er sich für längere Zeit in Halberstadt auf. Dort eröffnete er am 2. April 1902 eine Bilderrahmenwerkstatt in der Schmiedstraße 11. Im Folgejahr schloss sich ein Bildergeschäft an. Der Schritt zur eigenen Glaserei erfolgte im Jahr 1906 mit dem Kauf und Ausbau des Hauses des verstorbenen Halberstädter Glasermeisters Gorges in der Franziskanerstraße 18. Siegfried Losert, Hans-Georg Losers Vater, der im väterlichen Betrieb seine Ausbildung absolvierte, bestand am 27. Mai 1932 seine Meisterprüfung. Bis zur Zerstörung des Betriebs durch das Bombardement Halberstadts am 8. April 1945 erweiterte sich das Familiengeschäft um eine Kunsthandlung und eine Autoglaserei. Im Rahmen des Betriebsaufbaus nach dem Zweiten Weltkrieg wurde durch Gertrud Losert, Schwester von Siegfried Losert, am 1. August 1945 ein neuer Laden eröffnet. Dieser bestand bis zur altersbedingten Geschäftsaufgabe 1968.
Die Politik der DDR gegenüber Handwerksbetrieben war ausgesprochen restriktiv. Mit der Gründung der PGH Glas (Produktionsgenossenschaft des Handwerks) trat Siegfried Losert – der Sohn Georg Loserts, der zwischenzeitlich die Firma übernommen hatte – mit der Glaserei 1959 in diese ein. Die Glasmalerei, die in der Arbeit Siegfried Loserts eine untergeordnete Rolle gespielt hatte und an der die PGH kein Interesse hatte, behielt Hans-Georg Losert, der Enkel Georgs, der zu dieser Zeit bereits die Meisterschule absolvierte und ein Jahr später die Meisterprüfung für Glasmalerei ablegte.
Der Sohn Birk-Andreas Losert legte im Mai 1999 seine Prüfung als Restaurator ab. Der seit nunmehr über 100 Jahren bestehende Familienbetrieb existiert bis heute in Form einer Ateliergemeinschaft.

## Ausstellungen (Auswahl)
- 1980: Restaurierte Kunstwerke. Altes Museum, Berlin, Deutschland
- 1981: Gefäße, Objekte, Glasmalerei. Halberstadt, Deutschland
- 1982: Mittelalterliche Glasmalerei im Dom zu Halberstadt. Chronik einer Restaurierung. Städtisches Museum Halberstadt, Halberstadt, Deutschland
- 1985: Künstler der Region. Halberstadt, Deutschland
- 1989: Mittelalterliche Glasmalerei. Angermuseum Erfurt, Erfurt, Deutschland
- 1991/93: Künstler der Region. Halberstadt, Deutschland
- 2000: Ausstellungsbeteiligung. Museum für Angewandte Kunst Gera, Gera, Deutschland
- 2001: Ausstellungsbeteiligung. Landesmuseum Koblenz, Koblenz, Deutschland
- 2002: Ausstellung zum 100jährigen Bestehen der Firma Losert. Martinikirche Halberstadt, Halberstadt, Deutschland
- 2006: Künstler aus der Partnerstadt. Schloss Wolfsburg, Wolfsburg, Deutschland
- 2010: Der Dinge Stand. VBK Landesausstellung. Magdeburg, Deutschland
- 2014: Lichtzeichen. Glasgestaltung von Hans-Georg und Birk-Andreas Losert. Gleimhaus, Halberstadt, Deutschland

## Werke

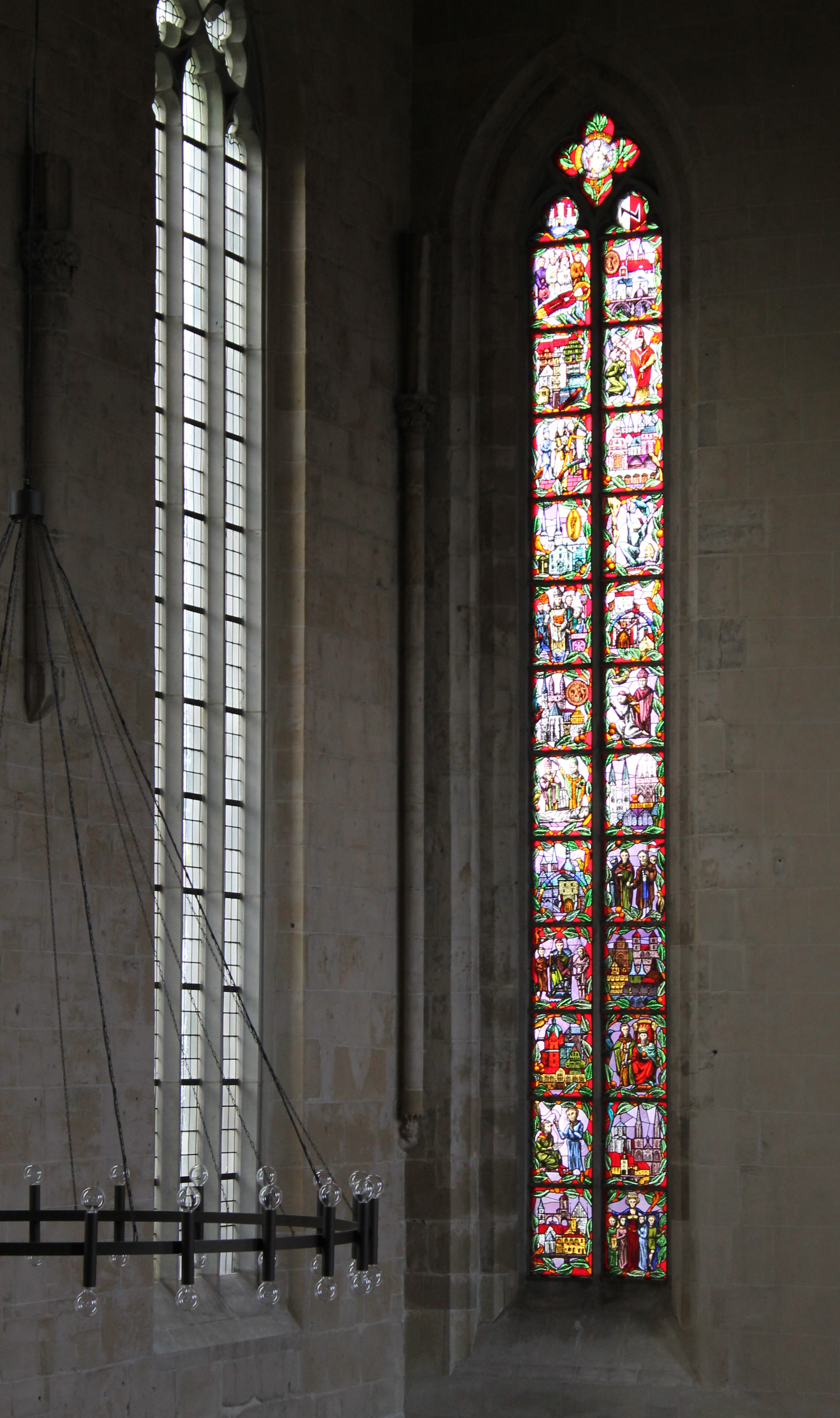
Burchardsfenster, Ostfenster im nördlichen Seitenschiff der St. Andreaskirche Halberstadt, 1985

### Restaurierungen (Auswahl)
- Halberstadt: Dom, Johanniskirche, Moritzkirche, verschiedene Privathäuser
- Mühlhausen/Thüringen: Nikolaikirche
- Heiligengrabe: Blutkapelle
- Schwerin: Paulskirche
- Ziesar: Stadtkirche
- Salzwedel: Marienkirche, Museum
- Klosterneuendorf: Evangelische Kirche
- Kenz/Mecklenburg-Vorpommern: Wallfahrtskirche St. Marien
- Quedlinburg: Nikolaikirche, Aegidienkirche
- Bernburg: Katholische Pfarrkirche
- Bad Doberan: Münster
- Havelberg: Dom
- Schönberg und Neubuckow/Mecklenburg-Vorpommern

### Profane Glasgestaltungen
- Bad Harzburg: Bahnhof, Neuschöpfung für verlorene Glasmalereien
- Bad Lauchstädt: Freibad
- Ballenstedt: Kraftverkehr Ballenstedt
- Halberstadt: Hochbau GmbH, Friedhof, Maschinenbau, Robotron, Tabacco, Martineum
- Magdeburg: VEB Chemieanlagenbau, CDU-Landesverband
- Osterwieck: Bibliothek
- Wernigerode: Deutsche Bank

### Kirchenfenster
- 1976: Katholische Kirche, Langenweddingen, Deutschland
- 1985: Andreaskirche, Halberstadt, Deutschland
- 1987: Lichtband. Trauerhalle, Halberstadt, Deutschland
- 1990: Katharinenkirche, Halberstadt, Deutschland
- 1992: St. Jacobikirche, Bleckede/Landkreis Lüneburg, Deutschland
- 1992: Laurentiuskirche Wehrstedt, Halberstadt, Deutschland
- 1992: Evangelische Kirche, Wieglitz, Deutschland
- 1999–2009: Martinikirche, Halberstadt, Deutschland
- 2013: Dorfkirche, Eilsdorf, Deutschland